# Mimetus
Genre
Synonymes
- Ctenophora Blackwall, 1870 nec Meigen, 1803
- Phobetinus Simon, 1895
- Reo Brignoli, 1979

Mimetus est un genre d'araignées aranéomorphes de la famille des Mimetidae.

## Distribution
Les espèces de ce genre se rencontrent en Amérique, en Asie, en Europe et en Afrique.

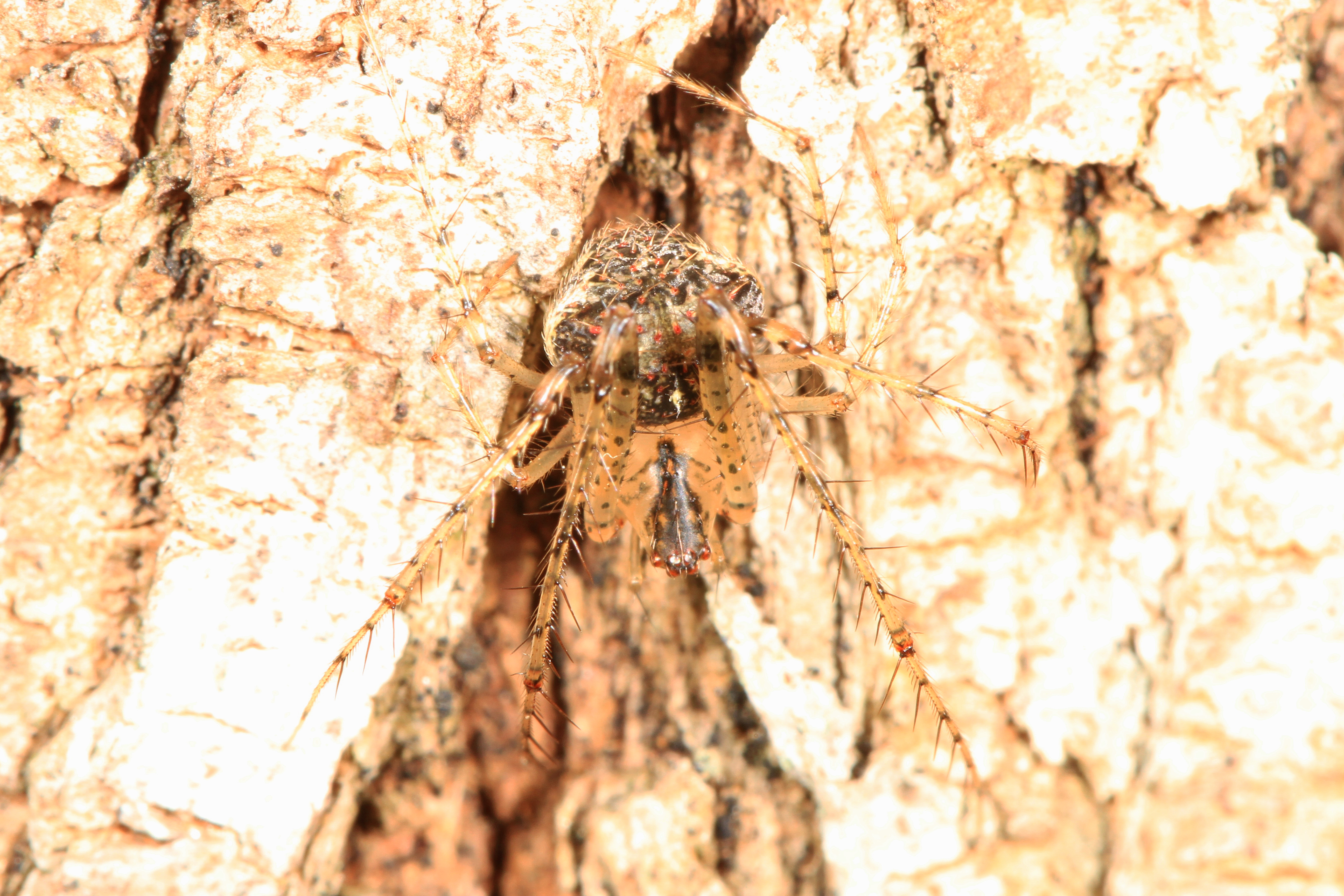
Mimetus

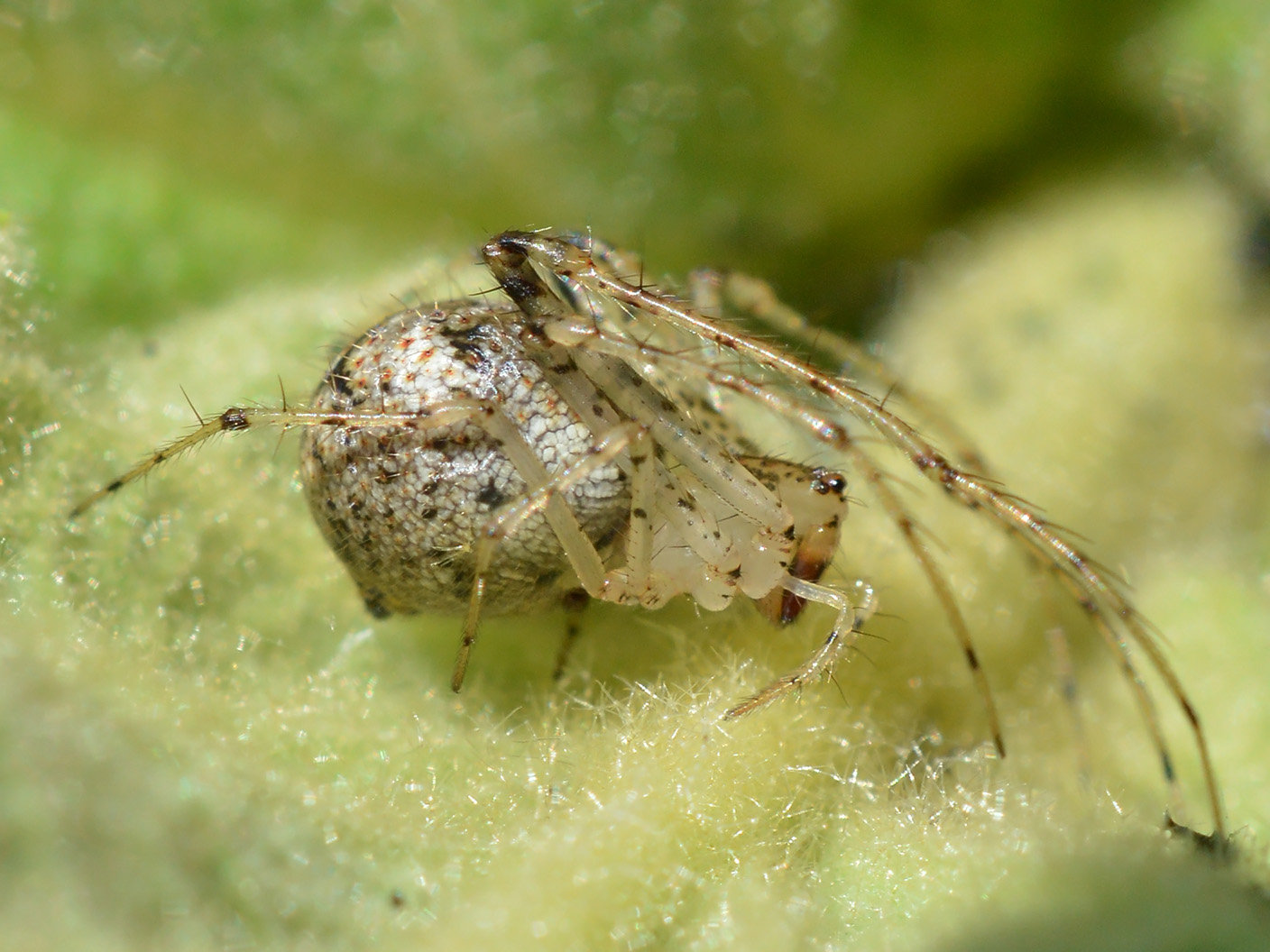
Mimetus laevigatus

## Liste des espèces
Selon World Spider Catalog (version 26, 17/04/2025) :
- Mimetus aktius Chamberlin & Ivie, 1935
- Mimetus arushae Caporiacco, 1947
- Mimetus banksi Chickering, 1947
- Mimetus bifurcatus Reimoser, 1939
- Mimetus bigibbosus O. Pickard-Cambridge, 1894
- Mimetus bishopi Caporiacco, 1949
- Mimetus brasilianus Keyserling, 1886
- Mimetus bucerus Gan, Mi, Irfan, Peng, Ran & Zhan, 2019
- Mimetus caudatus Wang, 1990
- Mimetus clavatus Liu, Xu, Hormiga & Yin, 2021
- Mimetus comorensis Schmidt & Krause, 1994
- Mimetus contrarius (Zeng, Irfan & Peng, 2019)
- Mimetus cornutus Lawrence, 1947
- Mimetus crudelis O. Pickard-Cambridge, 1899
- Mimetus debilispinis Mello-Leitão, 1943
- Mimetus dentatus Liu, Xu, Hormiga & Yin, 2021
- Mimetus dimissus Petrunkevitch, 1930
- Mimetus echinatus Wang, 1990
- Mimetus epeiroides Emerton, 1882
- Mimetus eutypus Chamberlin & Ivie, 1935
- Mimetus fernandi Lessert, 1930
- Mimetus guiyang J. S. Zhang, Yu & Xu, 2025
- Mimetus haynesi Gertsch & Mulaik, 1940
- Mimetus hesperus Chamberlin, 1923
- Mimetus hieroglyphicus Mello-Leitão, 1929
- Mimetus hirsutus O. Pickard-Cambridge, 1899
- Mimetus hispaniolae Bryant, 1948
- Mimetus indicus Simon, 1906
- Mimetus investis (Simon, 1909)
- Mimetus juhuaensis (Xu, Wang & Wang, 1987)
- Mimetus keyserlingi Mello-Leitão, 1929
- Mimetus labiatus Wang, 1990
- Mimetus laevigatus (Keyserling, 1863)
- Mimetus lamellaris Zeng, Wang & Peng, 2016
- Mimetus lanmeiae Liu, Yu & Xu, 2025
- Mimetus latro (Brignoli, 1979)
- Mimetus liangkaii Yao & Liu, 2024
- Mimetus lingbaoshanensis Gan, Mi, Irfan, Peng, Ran & Zhan, 2019
- Mimetus madecassus Emerit, 1980
- Mimetus margaritifer Simon, 1901
- Mimetus marjorieae Barrion & Litsinger, 1995
- Mimetus melanoleucus Mello-Leitão, 1929
- Mimetus nelsoni Archer, 1950
- Mimetus niveosignatus Liu, Xu, Hormiga & Yin, 2021
- Mimetus notius Chamberlin, 1923
- Mimetus parvulus Sankaran, Sudhin & Sen, 2024
- Mimetus penicillatus Mello-Leitão, 1929
- Mimetus portoricensis Petrunkevitch, 1930
- Mimetus puritanus Chamberlin, 1923
- Mimetus rapax O. Pickard-Cambridge, 1899
- Mimetus ridens Brignoli, 1975
- Mimetus rusticus Chickering, 1947
- Mimetus ryukyus Yoshida, 1993
- Mimetus saetosus Chickering, 1956
- Mimetus sagittifer (Simon, 1895)
- Mimetus sinicus Song & Zhu, 1993
- Mimetus spinatus Sudhin, Sankaran & Sen, 2024
- Mimetus strinatii Brignoli, 1972
- Mimetus subulatus Liu, Xu, Hormiga & Yin, 2021
- Mimetus syllepsicus Hentz, 1832
- Mimetus testaceus Yaginuma, 1960
- Mimetus tillandsiae Archer, 1941
- Mimetus triangularis (Keyserling, 1879)
- Mimetus trituberculatus O. Pickard-Cambridge, 1899
- Mimetus tuberculatus Liang & Wang, 1991
- Mimetus uncatus Liu, Xu, Hormiga & Yin, 2021
- Mimetus variegatus Chickering, 1956
- Mimetus verecundus Chickering, 1947
- Mimetus vespillo Brignoli, 1980
- Mimetus wangi Zeng, Wang & Peng, 2016
- Mimetus yinae Gan, Mi, Irfan, Peng, Ran & Zhan, 2019

Selon World Spider Catalog (version 23.5, 2023) :
- † Mimetus bituberculatus Wunderlich, 1988
- † Mimetus brevipes Wunderlich, 2004
- † Mimetus longipes Wunderlich, 2004

## Systématique et taxinomie
Ce genre a été décrit par Hentz en 1832.
Ctenophora Blackwall, 1870, préoccupé par Ctenophora Meigen, 1803, a été placé en synonymie par Simon en 1873.
Phobetinus et Reo ont été placés en synonymie par Benavides et Hormiga en 2020.

## Publication originale
- Hentz, 1832 : « On North American spiders. » Silliman's Journal of Science and Arts, vol. 21, p. 99-122.